# Tour de France de 1938
O Tour de France 1938, realizado entre os dias 5 e 31 de julho, foi a 32º Volta a França, tendo como vencedor o ciclista italiano Gino Bartali.
A competição foi realizada em 21 etapas totalizando 4.694 km. A velocidade média da prova foi de 31,565 km/h.

## Resultados

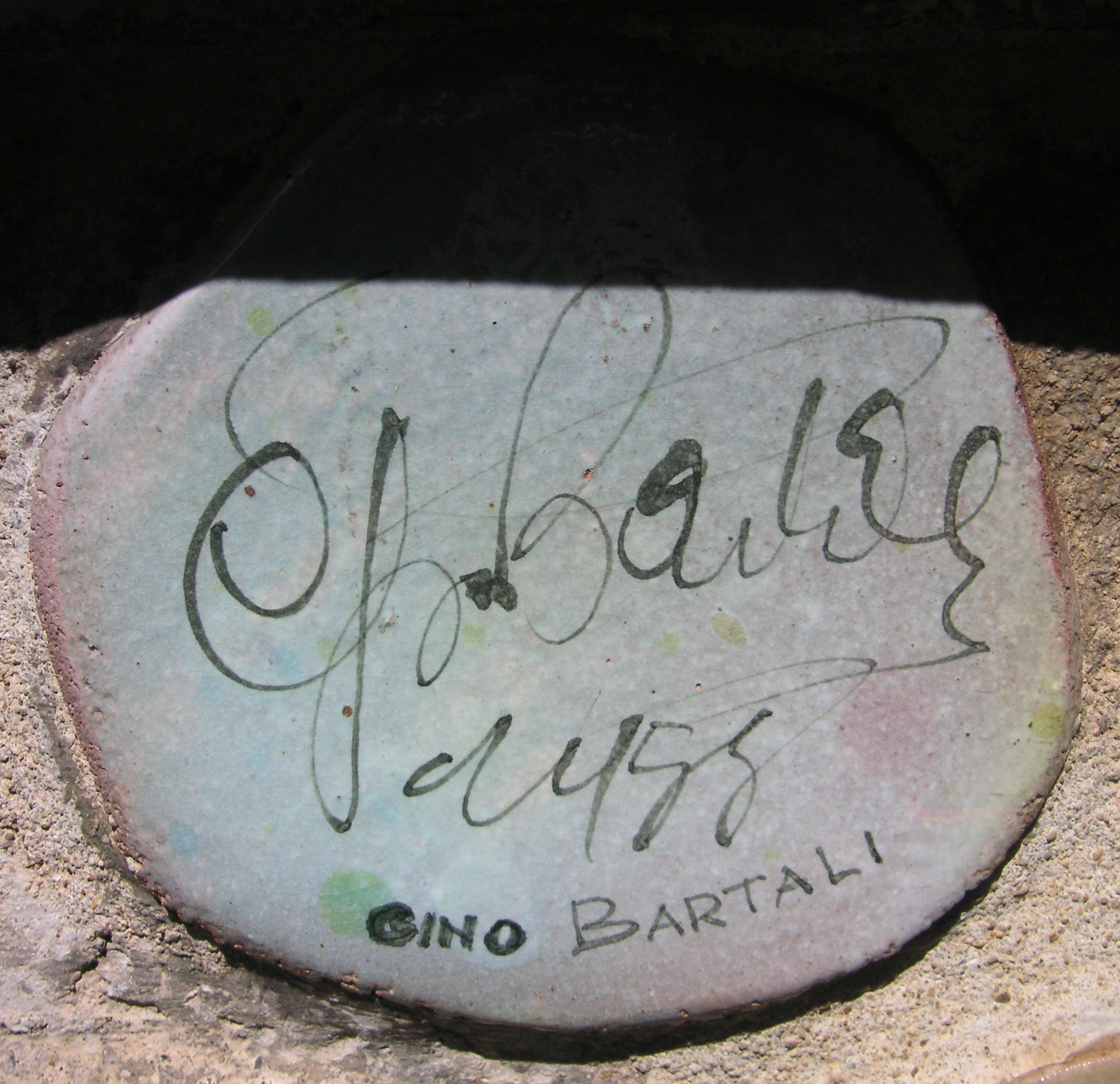
Gino Bartali
autógrafo em um muro de Alassio

### Classificação geral
| Posição | Nome               | País       | Tempo (Velocidade média)   |
| ------- | ------------------ | ---------- | -------------------------- |
| 1       | Gino Bartali       | Itália     | 148h 29' 12" (33.443 km/h) |
| 2       | Félicien Vervaecke | Bélgica    | 18' 27"                    |
| 3       | Victor Cosson      | França     | 29' 26"                    |
| 4       | Ward Vissers       | Bélgica    | 35' 08"                    |
| 5       | Matt Clemens       | Luxemburgo | 42' 08"                    |
| 6       | Mario Vicini       | Itália     | 44' 59"                    |
| 7       | Jules Lowie        | Bélgica    | 48' 56"                    |
| 8       | Antonin Magne      | França     | 49' 00"                    |
| 9       | Marcel Kint        | Bélgica    | 59' 49"                    |
| 10      | Dante Gianello     | França     | 1h 06' 47"                 |

### Etapas
| Etapa   | Percurso                     | km                   | Vencedor da etapa          | Líder da classificação geral |
| 1ª      | Paris-Caen                   | 215                  | Willi Oberbeck             | Willi Oberbeck               |
| 2ª      | Caen-Saint-Brieuc            | 237                  | Jean Majerus               | Jean Majerus                 |
| 3ª      | Saint-Brieuc-Nantes          | 238                  | Gerrit Schulte             | Jean Majerus                 |
| 4ª (a)  | Nantes-La Roche-sur-Yon      | 62                   | Eloi Meulenberg            | Jean Majerus                 |
| 4ª (b)  | La Roche-sur-Yon-La Rochelle | 83                   | Eloi Meulenberg            | Jean Majerus                 |
| 4ª (c)  | La Rochelle-Royan            | 83                   | Félicien Vervaecke         | Jean Majerus                 |
| 5ª      | Royan-Bordéus                | 198                  | Eloi Meulenberg            | Jean Majerus                 |
| 6ª (a)  | Bordéus-Arcachon             | 52,5                 | Jules Rossi                | Jean Majerus                 |
| 6ª (b)  | Arcachon-Baiona              | 171                  | Glauco Servadei            | André Leducq                 |
| 7a      | Baiona-Pau                   | 115                  | Theo Middelkamp            | André Leducq                 |
| 8ª      | Pau-Luchon                   | 193                  | Félicien Vervaecke         | Félicien Vervaecke           |
| 9ª      | Luchon-Perpignan             | 260                  | Jean Fréchaut              | Félicien Vervaecke           |
| 10ª (a) | Perpignan-Narbona            | 63                   | Antoon Van Schendel        | Félicien Vervaecke           |
| 10ª (b) | Narbona-Béziers              | 27 (Contra relógio)) | Félicien Vervaecke         | Félicien Vervaecke           |
| 10ª (c) | Béziers-Montpellier          | 73                   | Antonin Magne              | Félicien Vervaecke           |
| 11ª     | Montpellier-Marselha         | 223                  | Gino Bartali               | Félicien Vervaecke           |
| 12ª     | Marselha-Cannes              | 199                  | Jean Fréchaut              | Félicien Vervaecke           |
| 13ª     | Cannes-Digne-les-Bains       | 284                  | Dante Gianello             | Félicien Vervaecke           |
| 14ª     | Digne-les-Bains-Briançon     | 219                  | Gino Bartali               | Gino Bartali                 |
| 15ª     | Briançon-Aix-les-Bains       | 311                  | Marcel Kint                | Gino Bartali                 |
| 16ª     | Aix-les-Bains-Besançon       | 284                  | Marcel Kint                | Gino Bartali                 |
| 17ª (a) | Besançon-Belfort             | 89,5                 | Émile Masson               | Gino Bartali                 |
| 17ª (b) | Belfort-Estrasburgo          | 143                  | Jean Fréchaut              | Gino Bartali                 |
| 18ª     | Estrasburgo-Metz             | 104                  | Marcel Kint                | Gino Bartali                 |
| 19ª     | Metz-Reims                   | 196                  | Fabien Galateau            | Gino Bartali                 |
| 20ª (a) | Reims-Laon                   | 48                   | Glauco Servadei            | Gino Bartali                 |
| 20ª (b) | Laon-Saint-Quentin           | 42 (Contra relógio)  | Félicien Vervaecke         | Gino Bartali                 |
| 20ª (c) | Saint-Quentin-Lilla          | 107                  | François Neuville          | Gino Bartali                 |
| 21ª     | Lilla-Paris                  | 279                  | Antonin Magne André Leducq | Gino Bartali                 |